# 헤이와노모리 공원 (나카노구)

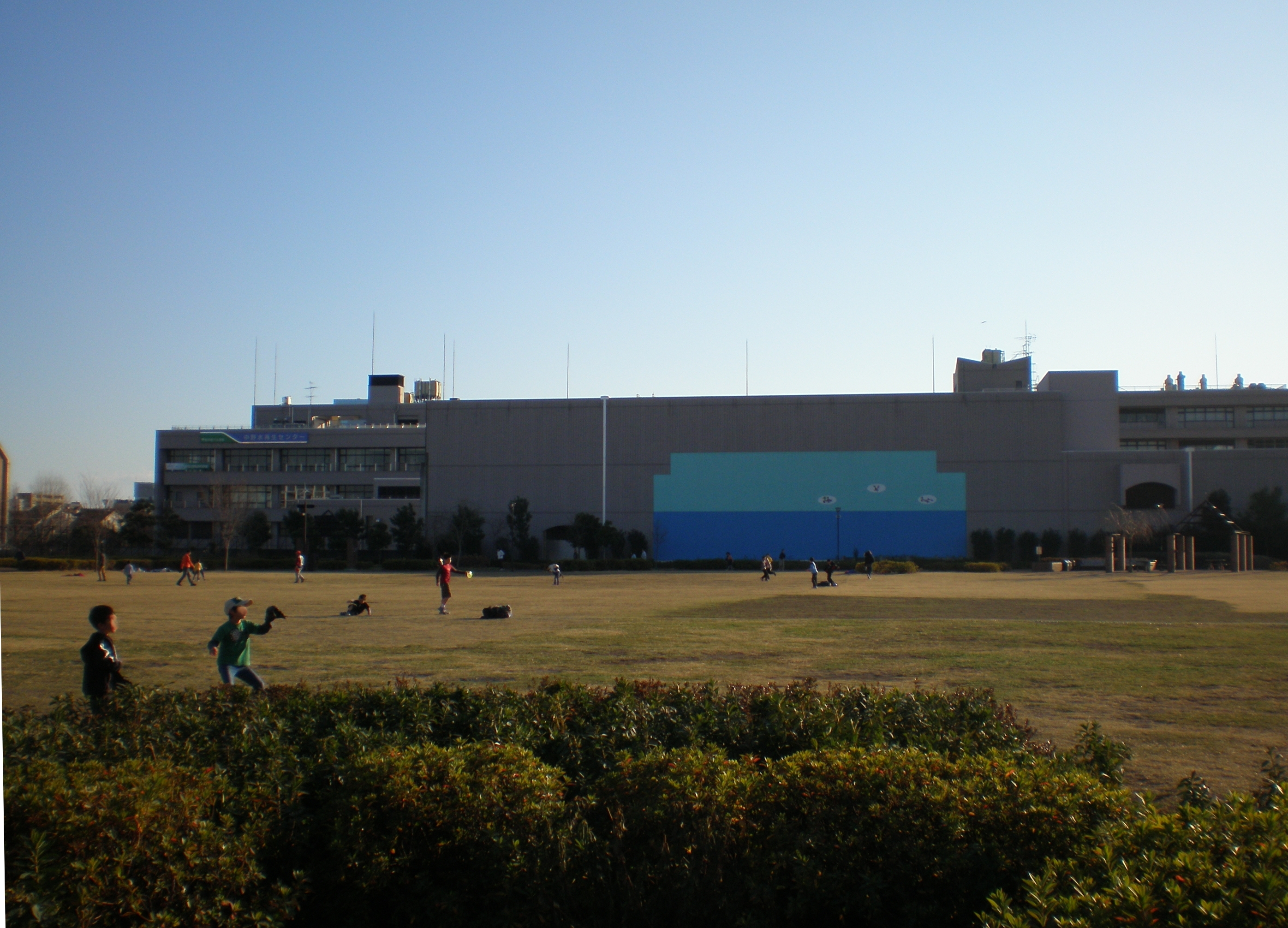
헤이와노모리 공원

헤이와노모리 공원(일본어: 平和の森公園 헤이와노모리코엔[*])는 일본 도쿄도 나카노구에 위치한 공원이다.